# Nothura boraquira
La cotorna pettobianco (Nothura boraquira (von Spix, 1825)) è un uccello della famiglia dei Tinamidi.

## Distribuzione e habitat
Brasile nord-orientale, Bolivia orientale e Paraguay nord-orientale.

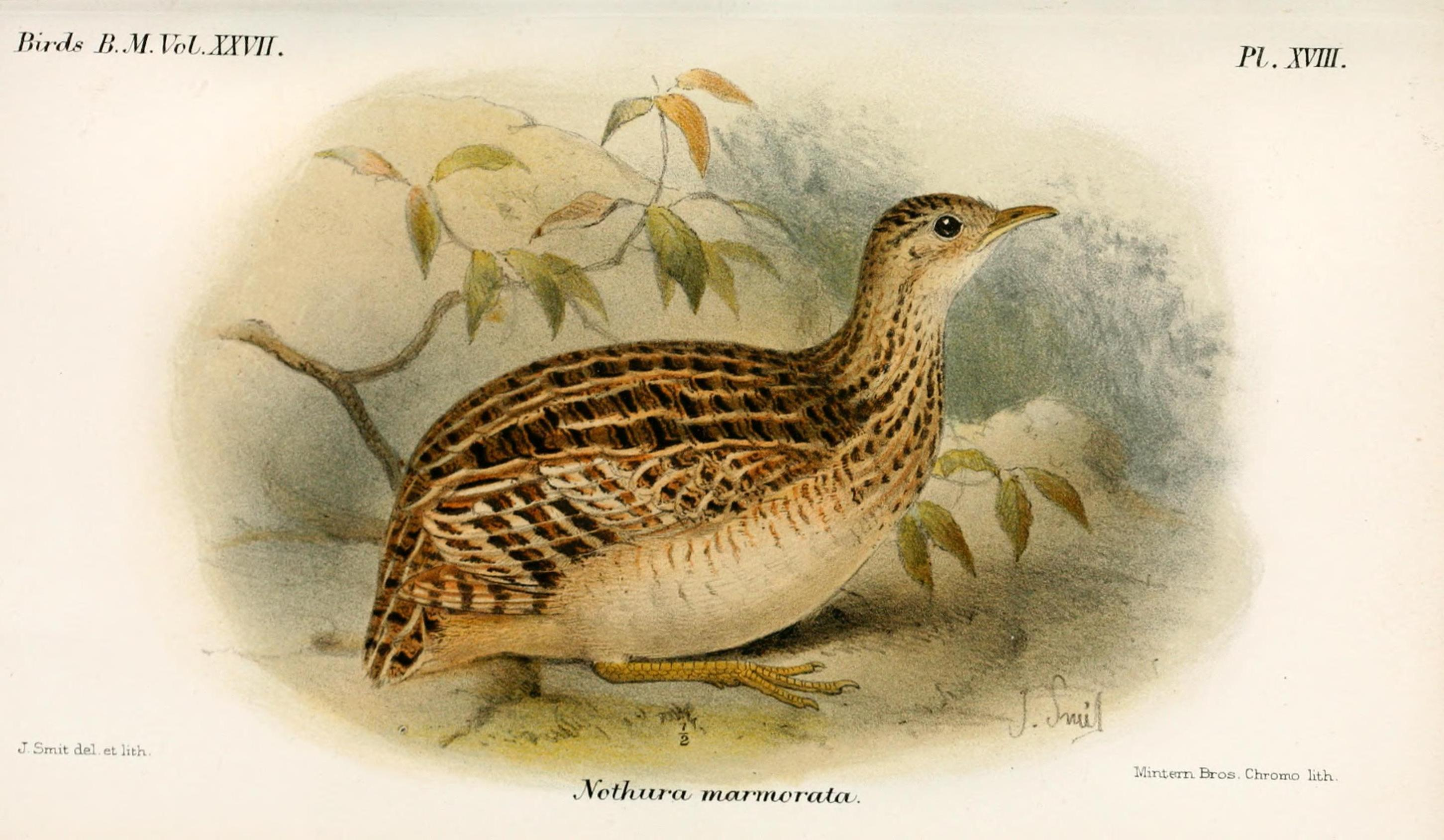